# Ueberstorf
Ueberstorf – gmina (fr. commune; niem. Gemeinde) w Szwajcarii, w kantonie Fryburg, w okręgu Sense. 

## Demografia
W Ueberstorfie mieszkają 2 382 osoby. W 2020 roku 4,4% populacji gminy stanowiły osoby urodzone poza Szwajcarią.